# Lotononis

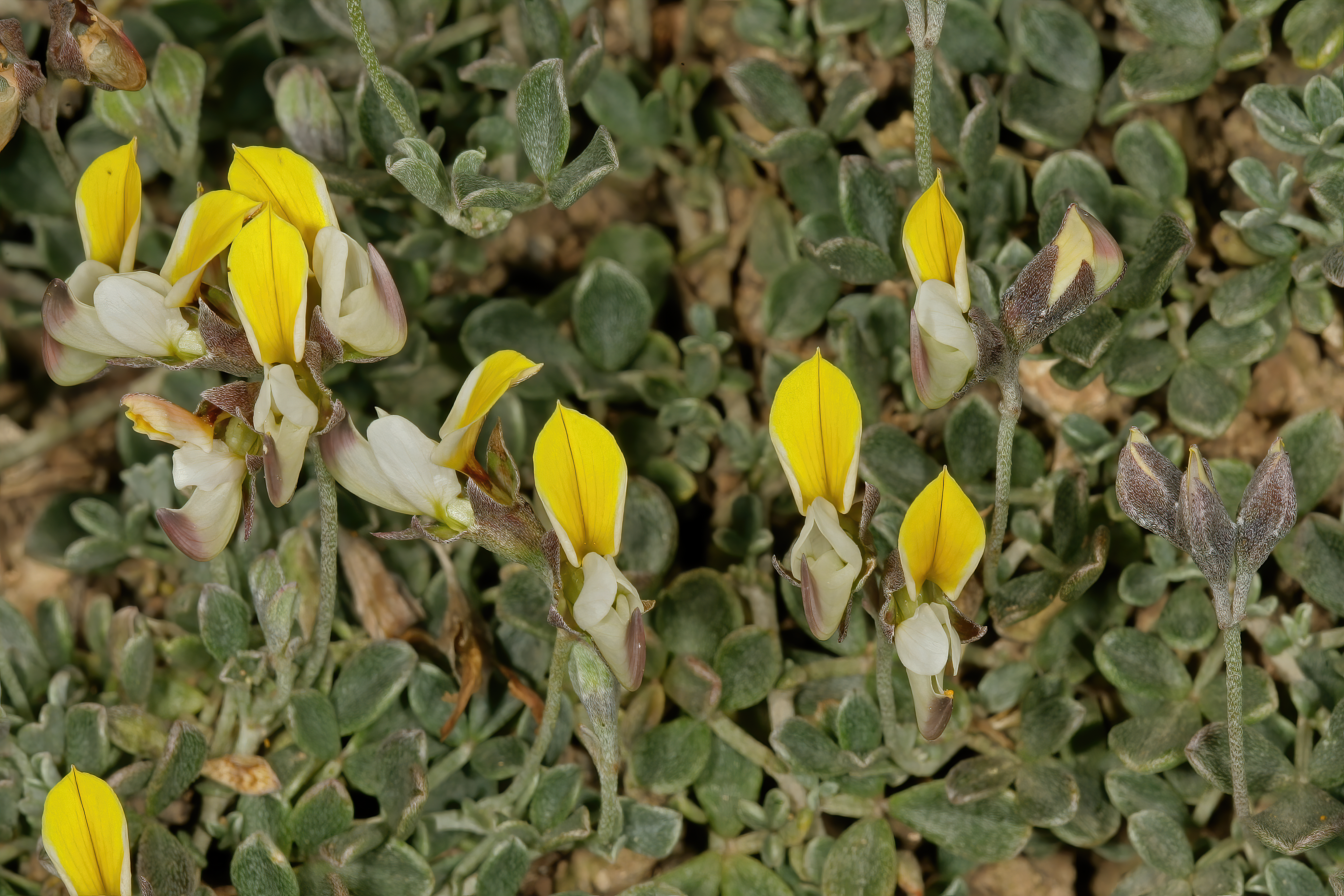
Lotononis pumila

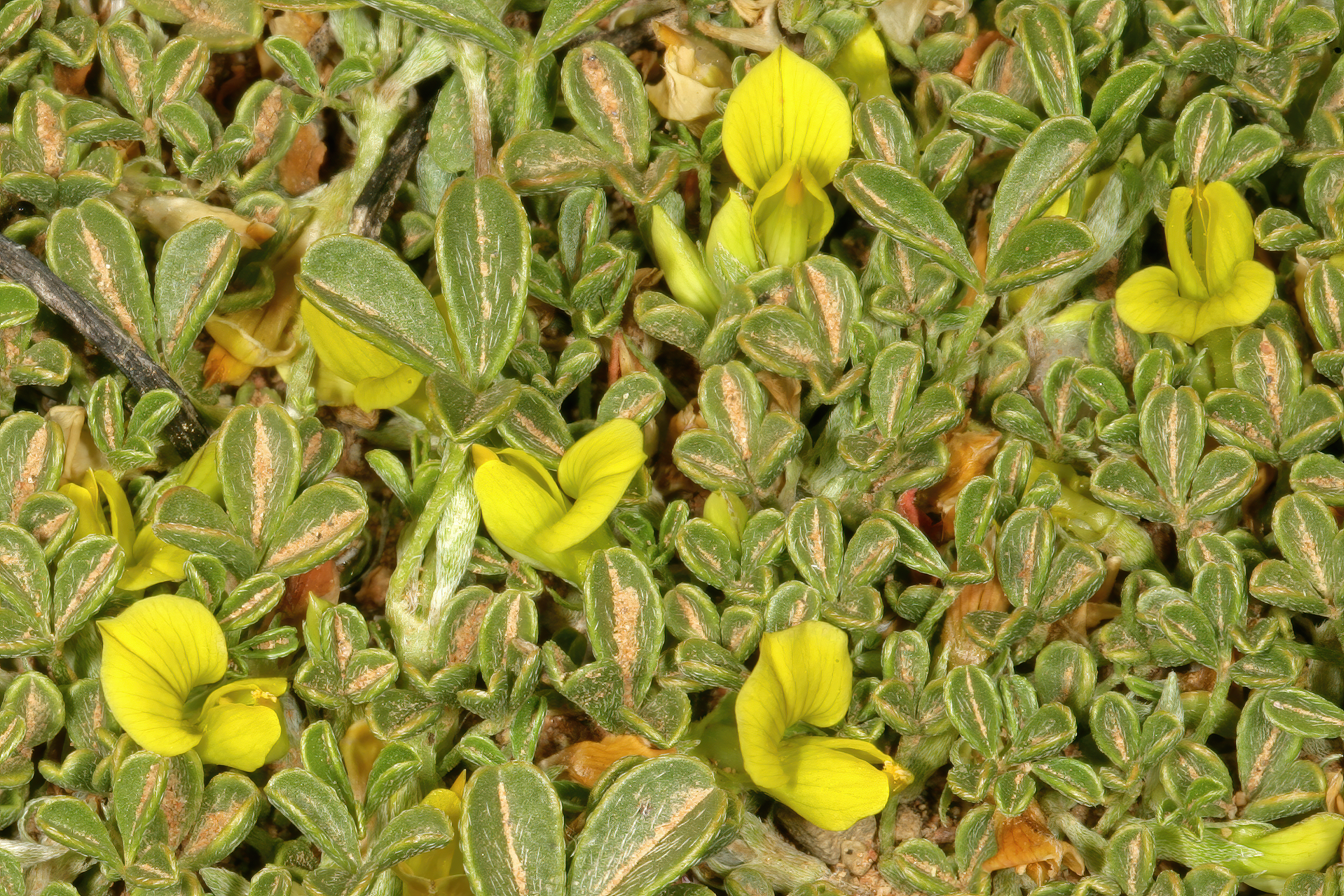
Lotononis leptoloba

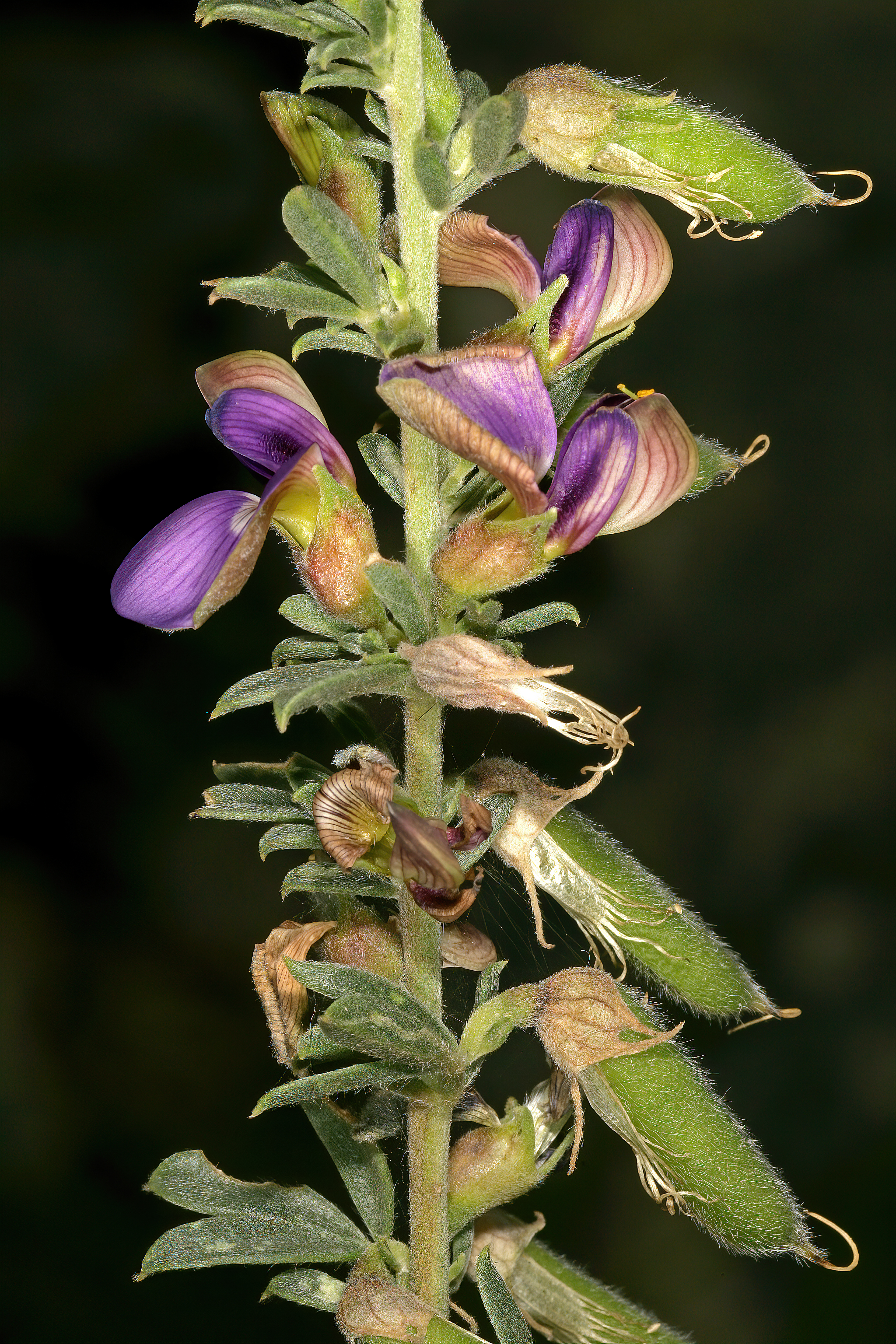
Lotononis eriocarpa

Lotononis – rodzaj roślin z rodziny bobowatych (Fabaceae). Obejmuje ok. 100 gatunków. Rośliny te występują głównie w południowej Afryce, gdzie rośnie 91 gatunków (na południe od Angoli i Zimbabwe), poza tym we wschodniej Afryce (od Etiopii po Tanzanię i Malawi) oraz we wschodniej części basenu Morza Śródziemnego (w Grecji, Turcji i Bułgarii) (w Europie obecne są dwa gatunki). W strefie okołorównikowej rośliny te występują w obszarach górskich.
Rośliny te występują głównie w miejscach piaszczystych i skalistych, rzadziej na glebach cięższych i wapiennych. Zasiedlają fynbos i inne zaroślowe formacje twardolistne i kserofilne, pustynie, formacje trawiaste i tropikalne lasy suche.
Różne gatunki wykorzystywane są jako rośliny pastewne, aczkolwiek najbardziej ceniona i rozpowszechniona wśród nich – Lotononis bainesii wyodrębniona została do osobnego rodzaju jako Listia bainesii. Część gatunków jest trująca, niektóre wyorzystywane są jako lecznicze, ozdobne, do ochrony przez erozją i do poprawy jakości gleby.

## Morfologia

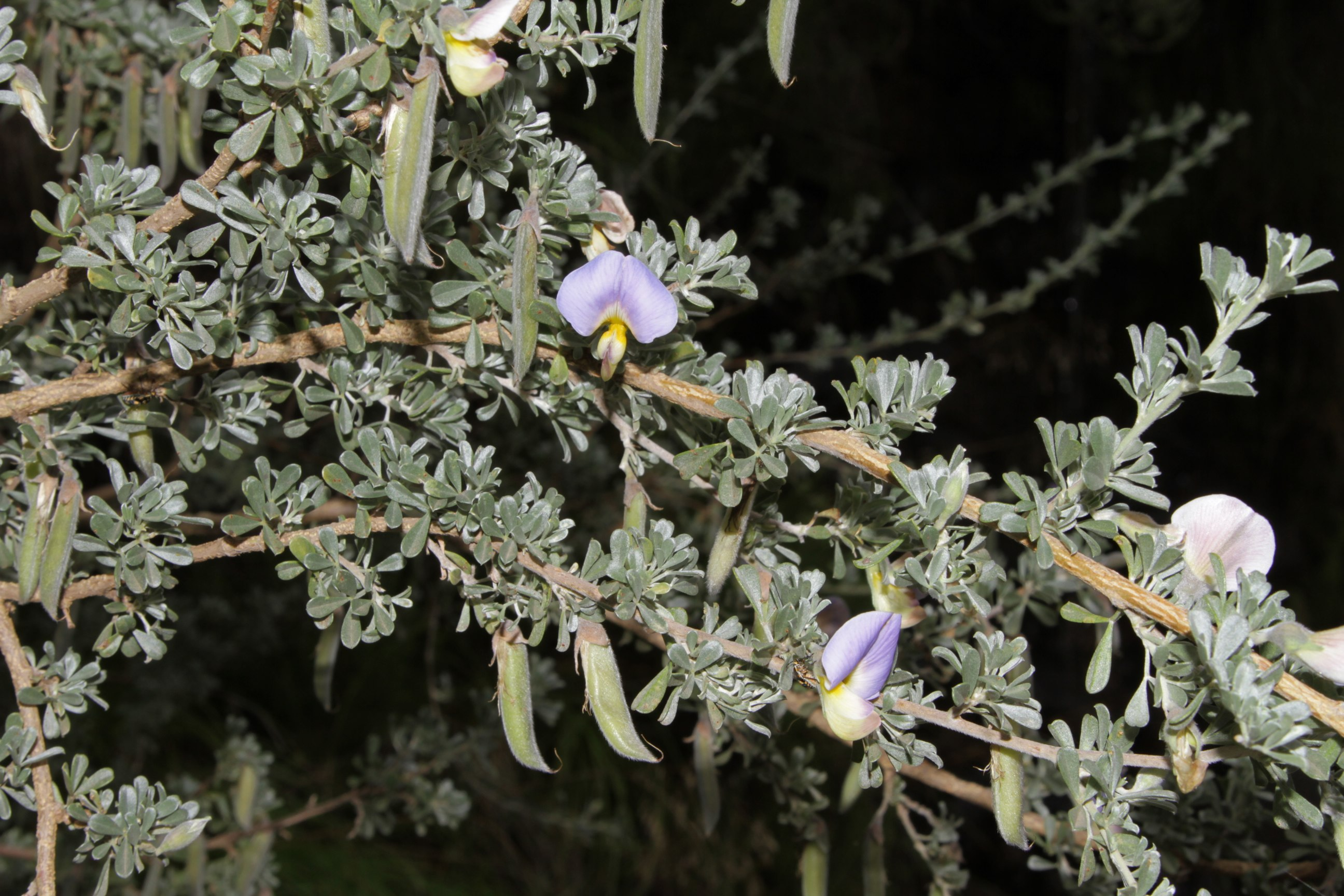
Lotononis sericophylla

PokrójRośliny zielne (roczne i byliny) oraz półkrzewy, krzewinki i krzewy.
LiścieTrójlistkowe, zwykle ogonkowe, z okazałymi przylistkami.
KwiatyZwykle długoszypułkowe, skupione w baldaszki lub grona wyrastające z węzłów naprzeciw liści. Kielich jest kubeczkowaty, z 5 nierównymi ząbkami (górny jest długi, pozostałe cztery częściowo zrastają się parami). Kwiaty motylkowe, z żagielkiem jajowatym lub owalnym, z krótkim paznokciem, skrzydełka często krótsze od żagielka, łódeczka zwykle zaokrąglona na szczycie. Pręcików jest 10, 4 dłuższe i 6 krótszych. Słupek pojedynczy, z jednego owocolistka, z siedzącą zalążnią zawierającą liczne zalążki.
OwoceZwykle wielonasienne strąki, często mniej lub bardziej rozdęte.

## Systematyka
Pozycja systematyczna
Jeden z rodzajów plemienia Crotalarieae i podrodziny bobowatych właściwych Faboideae z rodziny bobowatych Fabaceae. Jest blisko spokrewniony z rodzajem klekotnica Crotalaria. 
Wykaz gatunków
- Lotononis acocksii B.-E.van Wyk
- Lotononis acuminata Eckl. & Zeyh.
- Lotononis acutiflora Benth.
- Lotononis alpina (Eckl. & Zeyh.) B.-E.van Wyk
- Lotononis amajubica (Burtt Davy) B.-E.van Wyk
- Lotononis anthyllopsis B.-E.van Wyk
- Lotononis arenicola Schltr. ex De Wild.
- Lotononis argentea Eckl. & Zeyh.
- Lotononis azurea Benth.
- Lotononis azureoides B.-E.van Wyk
- Lotononis bachmanniana Dümmer
- Lotononis brachyantha Harms
- Lotononis brevicaulis B.-E.van Wyk
- Lotononis burchellii Benth.
- Lotononis caerulescens (E.Mey.) B.-E.van Wyk
- Lotononis carnea B.-E.van Wyk
- Lotononis carnosa (Eckl. & Zeyh.) Benth.
- Lotononis complanata B.-E.van Wyk
- Lotononis comptonii B.-E.van Wyk
- Lotononis crumaniana Burch. ex Benth.
- Lotononis curtii Harms
- Lotononis dahlgrenii B.-E.van Wyk
- Lotononis delicata (Baker f.) Polhill
- Lotononis densa (Thunb.) Harv.
- Lotononis dichiloides Sond.
- Lotononis dissitinodis B.-E.van Wyk
- Lotononis divaricata Benth.
- Lotononis elongata (Thunb.) D.Dietr.
- Lotononis eriocarpa (E.Mey.) B.-E.van Wyk
- Lotononis evansiana Burtt Davy
- Lotononis exstipulata L.Bolus
- Lotononis falcata Benth.
- Lotononis fastigiata (E.Mey.) B.-E.van Wyk
- Lotononis filiformis B.-E.van Wyk
- Lotononis fruticoides B.-E.van Wyk
- Lotononis galpinii Dümmer
- Lotononis genistoides (Fenzl) Benth.
- Lotononis glabra (Thunb.) Druce
- Lotononis glabrescens (Dümmer) B.-E.van Wyk
- Lotononis gracilifolia B.-E.van Wyk
- Lotononis harveyi B.-E.van Wyk
- Lotononis holosericea (E.Mey.) B.-E.van Wyk
- Lotononis involucrata (P.J.Bergius) Benth.
- Lotononis jacottetii (Schinz) B.-E.van Wyk
- Lotononis lamprifolia B.-E.van Wyk
- Lotononis laxa Eckl. & Zeyh.
- Lotononis lenticula Benth.
- Lotononis leptoloba Bolus ex Schltr.
- Lotononis linearifolia B.-E.van Wyk
- Lotononis listioides Dinter & Harms
- Lotononis lotononoides (Scott Elliot) B.-E.van Wyk
- Lotononis macra Schltr.
- Lotononis macroloba B.-E.van Wyk & Kolberg
- Lotononis macrosepala Conrath
- Lotononis maculata Dümmer
- Lotononis maximiliani Schltr. ex De Wild.
- Lotononis meyeri (C.Presl) B.-E.van Wyk
- Lotononis micrantha (Thunb.) Eckl. & Zeyh.
- Lotononis minor Dümmer & A.J.Jenn.
- Lotononis monophylla Harv.
- Lotononis nutans B.-E.van Wyk
- Lotononis oxyptera (E.Mey.) Benth.
- Lotononis pachycarpa Dinter ex B.-E.van Wyk
- Lotononis pallidirosea Dinter & Harms
- Lotononis parviflora (P.J.Bergius) D.Dietr.
- Lotononis perplexa (E.Mey.) Eckl. & Zeyh.
- Lotononis pottiae Burtt Davy
- Lotononis prolifera (E.Mey.) B.-E.van Wyk
- Lotononis prostrata (Burm.f.) Benth.
- Lotononis pseudodelicata (Torre) Polhill
- Lotononis pulchella (E.Mey.) B.-E.van Wyk
- Lotononis pumila Eckl. & Zeyh.
- Lotononis pungens Eckl. & Zeyh.
- Lotononis purpurescens B.-E.van Wyk
- Lotononis rabenaviana Dinter & Harms
- Lotononis racemiflora B.-E.van Wyk
- Lotononis rigida (E.Mey.) Benth.
- Lotononis rostrata Benth.
- Lotononis sabulosa T.M.Salter
- Lotononis schreiberae B.-E.van Wyk
- Lotononis sericophylla Benth.
- Lotononis serpentinicola Wild
- Lotononis sparsiflora (E.Mey.) B.-E.van Wyk
- Lotononis stenophylla (Eckl. & Zeyh.) B.-E.van Wyk
- Lotononis stricta (Eckl. & Zeyh.) B.-E.van Wyk
- Lotononis strigillosa (Merxm. & A.Schreib.) A.Schreib.
- Lotononis tenella (E.Mey.) Eckl. & Zeyh.
- Lotononis tenuis Baker
- Lotononis trichodes (E.Mey.) B.-E.van Wyk
- Lotononis triphylla (L.) Dorr
- Lotononis umbellata Benth.
- Lotononis varia (E.Mey.) Steud.
- Lotononis venosa B.-E.van Wyk
- Lotononis viborgioides Benth.
- Lotononis villosa (E.Mey.) Steud.
- Lotononis viminea (E.Mey.) B.-E.van Wyk
- Lotononis virgata B.-E.van Wyk
- Lotononis wylei J.M.Wood